# Carlos Javier Cabrera
Carlos Javier Cabrera Matos (Santa Cruz de la Palma, 26 de diciembre de 1964) fue un diputado por Santa Cruz de Tenerife durante la legislatura 2004-2008.
Es licenciado en derecho por la Universidad de La Laguna. Abogado de Santa Cruz de la Palma desde 1991 hasta la actualidad. Diputado por la isla de La Palma en el Parlamento de Canarias entre 1999 y 2004.
Alcalde de Santa Cruz de la Palma por el  PP de 1991 al 2005.

## Actividad Profesional
- Vocal de la Comisión de Economía y Hacienda
- Vocal de la Comisión de Agricultura, Pesca y Alimentación
- Portavoz adjunto de la Comisión no perm. sobre seguridad vial y prevención accidentes tráfico